# Bilfinger Power Systems
Pour les articles homonymes, voir Bilfinger.
 (février 2012).

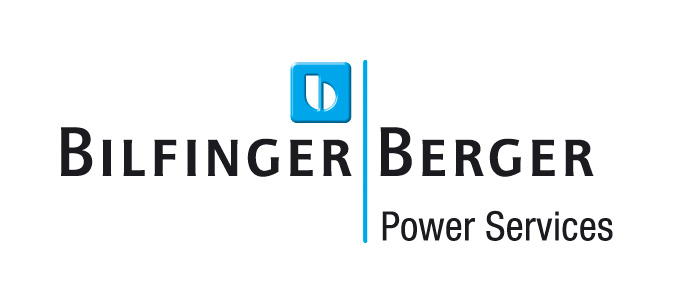
Logo de Bilfinger Berger Power Services

Bilfinger Berger Power Services GmbH, basée à Oberhausen, Allemagne est l'une des cinq divisions d'affaires du groupe Bilfinger Berger, entreprise multinationale allemande de génie industriel, construction et services.

## Activité
Les affaires de la Division Power Services du Groupe Bilfinger Berger concernent la technologie de centrales électriques et d’énergie dans les domaines suivants: générateurs de vapeur, technologie de l'énergie et de l'environnement; technologie des pipelines ainsi que des plants et des équipements aussi. Dans tous ces segments, Bilfinger Berger Power Services GmbH propose le maintien et la réparation, en particulier le maintien spécifique pour prolonger la vie de centrales électriques, l’amélioration de l'efficacité et même la réhabilitation des plants industriels des raffineries.
Un autre noyau de spécialisation de Bilfinger Berger Power Services consiste dans la construction et la reconstruction des systèmes industriels très particuliers (raffineries, plants de dessalement de l’eau, traitement des eaux usées, etc.) et des centrales électriques et d’énergie, à la livraison de pièces détachées et de composants. Un grand pourcentage de ces parties, à savoir les  boilers à haute pression, sont même fabriqués sur demande par quelques-uns des sites de production régionales et à l'étranger de Bilfinger Berger Power Services GmbH.
Sous l'égide des Bilfinger Berger Power Services Gmbh, des nombreuses entreprises sont actives en Allemagne et aussi à l'étranger, parfois par des sociétés intermédiaires comme dans le cas de Babcock Borsig Service au Moyen Orient  qui opère par Deutsche Babcock Middle East.

## Présence internationale
Un réseau vaste et dense de branches régionales relie les activités dans les principaux marchés du groupe: l'Allemagne, l'Europe, le Moyen-Orient et l’Afrique du Sud.
- Babcock Borsig Steinmueller GmbH, Afrique du Sud
- Babcock Noell GmbH
- BHR Hochdruck-Rohrleitungsbau GmbH,
- Bilfinger Berger Power Holdings (Pty) Ltd, Afrique du Sud
- Deutsche Babcock Middle East, Émirats arabes unis
- Deutsche Babcock Al Jaber, Qatar
- Duro Dakovic Montaza d.d., Croatie
- MCE Berlin GmbH
- MCE Aschersleben GmbH
- MCE Maschinen- und Apparatebau GmbH & Co. KG
- Rosink Anlagen- und Apparatebau GmbH
- Rotring Engineering GmbH

## Historique
- 08/2003: Deutsche Babcock AG acquiert Babcock Borsig Service Group, après la banqueroute of Babcock Borsig AG [3]
- 09/2003: Deutsche Babcock Al Jaber vient fondé par Deutsche Babcock Middle East comme joint-venture au Qatar.
- 12/2003: Babcock Borsig Service acquiert Steinmüller-Gesellschaft Steinmüller Engineering Service (Pty) Ltd. en Afrique du Sud [4]
- 01/2005: Acquisition de la licence pour la désulfuration des gaz de combustion  de Babcock & Wilcox, USA.
- 05/2006: Changement de nom de Deutsche Babcock GmbH (société faîtière du Group) en Bilfinger Berger Power Services GmbH
- 05/2006: Acquisition de BHR Hochdruck-Rohrleitungsbau GmbH [5]
- 04/2009: Acquisition du 80,5 % en Duro Dakovic Montaza d.d., entreprise située in Brod, Croatia [6]
- 10/2010: Bilfinger Berger Power Services GmbH relève the Rotring Engineering AG [7]
- 02/2010: Acquisition of MCE Maschinen- und Apparatebau GmbH & Co. KG.
- 03/2010: Power Services devient une division séparée dans Bilfinger Berger AG.
- 09/2011: Acquisition de Rosink Anlagen und Apparatenbau GmbH.
- 10/2011: Acquisition du reste des quotas de Duro Dakovic Montaza dd (100 %) [8]

## Sources
- (de) Cet article est partiellement ou en totalité issu de l’article de Wikipédia en allemand intitulé « Bilfinger Power Systems » (voir la liste des auteurs).